# Daniel Masson
Daniel Masson (Parijs, april 1897-?) was van 1922 tot 1925 een Frans wielrenner. 
Hij werd tweemaal laatste in de Ronde van Frankrijk, in 1922 en 1923. In 1924 behoorde hij tot de groep touristes-routiers, rijders niet verbonden aan een merk. Hij was politieagent van beroep en kon meedoen in zijn vakantie en doordat collegae uit geheel Frankrijk geld voor hem hadden ingezameld. In de Ronde van Frankrijk 1924 moest hij afstappen in de Pyreneeën. Hij ging wel van start in de Ronde van Frankrijk 1925, maar kwam in de eerste etappe ten val en verscheen de volgende dag niet aan de start.

## Palmares
- 1922, 38e in de Ronde van Frankrijk[1]
- 1923, 48e in de Ronde van Frankrijk[1]

- Bibliothèque nationale de France: cb16910168n (data)
- International Standard Name Identifier: 0000 0004 3740 0163
- Virtual International Authority File: 311024958